# Йоанна Куліг
Йоанна Куліг (пол. Joanna Kulig; нар. 24 червня 1982 року, Криниця) — польська акторка та співачка.

## Біографія
Йоанна Куліг народилася 24 червня 1982 року у місті Криниці, Малопольське воєводство, Польща. Є сестрою акторки Юстини Шнайдер.
Закінчила державну музичну початкову школу імені Фредерика Шопена за класом фортепіано, потім — державну музичну школу імені Мстислава Карловича за класом сольного співу. Закінчила державну драматичну школу імені Людвика Сольськи у Кракові за спеціальністю «вокал у популярній музиці». Деякий час грала у «Старім театрі» у Кракові.
У 2006 році дебютувала в кіно. У 2012 році отримала роль відьми у фільмі «Мисливці на відьом».

## Особисте життя
26 грудня 2009 року одружилася з режисером Мацеєм Бочняком.

## Нагороди та номінації
- 2008 — 27-й кінофестиваль «Дебют» у Кошаліні — премія за кращий акторський дебют в головній ролі — за роль Терези у фільмі «Середа, четвер ранок».
- 2009 — 9-й Національний фестиваль польського радіо та телебачення у Сопоті — Приз за кращу жіночу роль — за роль Галини Шварц у театральній постановці «Доктор Галина».

## Фільмографія
| Рік       |    | Українська назва                | Оригінальна назва             | Роль                     |
| --------- | -- | ------------------------------- | ----------------------------- | ------------------------ |
| 2006      | с  | Пансіонат під розою             | Pensjonat Pod Róza            | Кася                     |
| 2007      | ф  | Середа, четвер ранок            | Sroda czwartek rano           | Тереза                   |
| 2007      | с  | Команда                         | Ekipa                         | Магдалена Новач          |
| 2008      | с  | Зараз або ніколи                | Teraz albo nigdy!             | Зита                     |
| 2008      | с  | Третій офіцер                   | Trzeci oficer                 | Галина                   |
| 2008      | с  | Година слави                    | Czas honoru                   | Муха                     |
| 2009      | ф  | Гірські месники                 | Janosik. Prawdziwa historia   | дівчина                  |
| 2009      | с  | Батько Матеуш                   | Ojciec Mateusz                | Дорота Мильницька        |
| 2010      | ф  | Мільйон доларів                 | 1 000 000 $                   | Сюзанна                  |
| 2010—2011 | с  | Шпильки на Гевонті              | Szpilki na Giewoncie          | Вика Бура                |
| 2011      | ф  | Номери                          | Los numeros                   | Сильвія                  |
| 2011      | ф  | Втрачений час                   | Die verlorene Zeit            | Магдалена Лимонівка      |
| 2011      | ф  | Танцювальний марафон            | Maraton tanca                 | Агнєшка                  |
| 2011      | ф  | Відвертість                     | Elles                         | Алісія                   |
| 2011      | ф  | Жінка із п’ятого округа         | La femme du Vème              | Аня                      |
| 2012      | мф | Замбезія                        | Zambezia                      | дружина Невілла, озвучка |
| 2013      | с  | Шпигуни Варшави                 | Spies of Warsaw               | Рената                   |
| 2013      | ф  | Мисливці на відьом              | Hansel & Gretel: Witch Hunter | рудоволоса відьма        |
| 2013      | ф  | Міцний                          | Nieulotne                     | Марта                    |
| 2013      | с  | На краю                         | Na krawedzi                   | Сильвія Завада           |
| 2013      | ф  | Іда                             | Ida                           | Співачка                 |
| 2014      | ф  | Терміново (не) потрібен чоловік | Facet (nie)potrzebny od zaraz | Патрісія                 |
| 2014      | с  | Злочин                          | Zbrodnia                      | Моніка Краєвська         |
| 2014—2015 | с  | За мене не хвилюйтесь           | O mnie sie nie martw          | Ядвіга Малецька          |
| 2015      | ф  | Варшава вночі                   | Warsaw by Night               | жінка                    |
| 2015      | ф  | Діско Поло                      | Disco Polo                    | Анка                     |
| 2016      | ф  | Безневинні                      | Les innocentes                | Ірена                    |
| 2018      | ф  | Холодна війна                   | Zimna wojna                   | Зула                     |
| 2023      | ф  | Вона прийшла до мене            | She Came to Me                | Магдалена Шишковскі      |
| 2023      | ф  | Кілер іде геть                  | Knox Goes Away                | Енні                     |
| 2024      | с  | Володарі повітря                | Masters of the Air            | Пауліна                  |